# ليكس مولر
ليكس مولر (بالهولندية: Christiaan Alexander Muller)‏ (و. 1923 – 2004 م) هو عالم فلك، وأستاذ جامعي من مملكة هولندا.
توفي عن عمر يناهز 81 عاماً.